# 高岡泰重
高岡 泰重（たかおか やすしげ、生没年未詳）は、鎌倉時代の常陸国の武士。小田氏の一族で、常陸高岡氏の始祖。小田知重（ともしげ）の五男で八田知家の孫にあたる。小田泰知（やすとも、小田泰朝）の弟。高岡八郎と称す。官位は左衛門尉。
兄の小田泰知が北条氏得宗家当主・北条泰時から偏諱を受けたとされており、弟である泰重も同様に「泰」の字を受けたとみられる（「重」字は父から継承）。従って鎌倉時代前期・中期ごろの人物である。
常陸国筑波郡高岡郷を領して高岡氏を称したという。現地には高岡城跡も存在するが、原形が崩れて判別し難い。